# Linea Arta-Volos

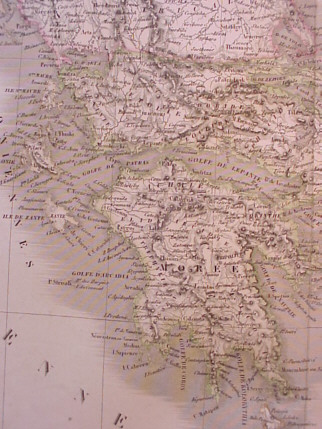
Il confine greco delimitato.

La linea Arta-Volos (in greco Γραμμή Άρτας - Βόλου?) o linea di Ambracia-Pagaseo (in greco Γραμμή Αμβρακικού - Παγασητικού?) fu il confine terrestre del Regno di Grecia e dell'Impero ottomano tra il 1832 e l'Annessione della Tessaglia nel 1881. Prende il nome dalle due principali città in prossimità del confine sul lato ottomano, Arta e Volos, e dal Golfo di Ambracia e dal Golfo Pagaseo tra i quali si estendeva.
Il confine era stato proposto dalle Grandi Potenze nel Protocollo di Londra del 1829 come confine settentrionale di uno stato greco autonomo sotto la sovranità ottomana. Tuttavia quando la piena indipendenza della Grecia fu concordata nel Protocollo di Londra del 1830, i confini del nuovo stato furono ridotti alla linea Aspropotamos-Spercheios, solo per essere nuovamente ampliati nella Conferenza di Londra del 1832 che fu poi confermata dal Trattato di Costantinopoli (1832).